# König-Fahd-Pokal 1995/Spiele
Diese Seite enthält alle Spiele des König-Fahd-Pokals 1995 in Riad Saudi-Arabien mit allen statistischen Details.

## Gruppe A
| Pl. | Land          | Sp. | S | U | N | Tore    | Diff. | Punkte |
| --- | ------------- | --- | - | - | - | ------- | ----- | ------ |
| 1.  | Dänemark      | 2   | 1 | 1 | 0 | 003:100 | +2    | 04     |
| 2.  | Mexiko        | 2   | 1 | 1 | 0 | 003:100 | +2    | 04     |
| 3.  | Saudi-Arabien | 2   | 0 | 0 | 2 | 000:400 | −4    | 0      |

### Saudi-Arabien – Mexiko 0:2 (0:0)
| Saudi-Arabien                                                     | Saudi-Arabien | Mexiko | Mexiko |
| ----------------------------------------------------------------- | --- | --- | ------ |
| Saudi-Arabien                                                     | \| Freitag, 6. Januar 1995 um 18:15 Uhr in Riad (König-Fahd-Stadion) \| \| Zuschauer: 25.000 \| \| Schiedsrichter: Salvador Imperatore ( Chile) \| | \| Freitag, 6. Januar 1995 um 18:15 Uhr in Riad (König-Fahd-Stadion) \| \| Zuschauer: 25.000 \| \| Schiedsrichter: Salvador Imperatore ( Chile) \| | Mexiko |
| Saudi-Arabien                                                     | Hussein al-Sadiq – Ahmed Eesa, Mohammed al-Khilaiwi, Abdullah Zubromawi, Ahmad Jamil Madani – Fuad Amin (68. Fahad al-Mehallel), Saleh al-Saleh, Sami al-Dschabir, Said al-Uwairan – Khalid al-Muwallid, Saleh al-Dawod (60. Hamza Saleh) Cheftrainer: Mohamed al-Karashi | Jorge Campos – Claudio Suárez, Ignacio Ambríz, Ramón Ramírez (87. Alberto Coyote), Marcelino Bernal – Carlos Hermosillo (46. Luis García), Alberto García Aspe, Jorge Rodríguez, Zague – Joaquín del Olmo, Raúl Gutiérrez Cheftrainer: Miguel Mejía Barón | Mexiko |
| Saudi-Arabien                                                     | 0:1 L. García (65.) 0:2 L. García (82.) | | Mexiko |
| Saudi-Arabien                                                     | Zubromawi (20.) | Suárez (81.), Ambríz (89.) | Mexiko |
| Freitag, 6. Januar 1995 um 18:15 Uhr in Riad (König-Fahd-Stadion) | | |        |
| Zuschauer: 25.000                                                 | | |        |
| Schiedsrichter: Salvador Imperatore ( Chile)                      | | |        |

### Saudi-Arabien – Dänemark 0:2 (0:1)
| Saudi-Arabien                                                     | Saudi-Arabien | Dänemark | Dänemark |
| ----------------------------------------------------------------- | --- | --- | -------- |
| Saudi-Arabien                                                     | \| Sonntag, 8. Januar 1995 um 18:15 Uhr in Riad (König-Fahd-Stadion) \| \| Zuschauer: 10.000 \| \| Schiedsrichter: Lim Kee Chong ( Mauritius) \| | \| Sonntag, 8. Januar 1995 um 18:15 Uhr in Riad (König-Fahd-Stadion) \| \| Zuschauer: 10.000 \| \| Schiedsrichter: Lim Kee Chong ( Mauritius) \| | Dänemark |
| Saudi-Arabien                                                     | Hussein al-Sadiq – Ahmed Eesa, Mohammed al-Khilaiwi, Abdullah Zubromawi, Ahmed Jameel – Fuad Amin, Fahad al-Ghesheyan, Saleh al-Saleh, Sami al-Dschabir (87. Obaid al-Dosari) – Said al-Uwairan, Fahad al-Mehallel (46. Hussain Korshi) Cheftrainer: Mohamed al-Karashi | Lars Høgh – Marc Rieper, Jes Høgh, Jens Risager, Michael Schjønberg – Brian Steen Nielsen, Mark Strudal (46. Bo Hansen), Brian Laudrup, Jacob Laursen – Jesper Kristensen, Peter Rasmussen (78. Morten Wieghorst) Cheftrainer: Richard Møller Nielsen | Dänemark |
| Saudi-Arabien                                                     | 0:1 B. Laudrup (43.) 0:2 Wieghorst (90.) | | Dänemark |
| Saudi-Arabien                                                     | al-Ghesheyan (59.) | Rieper (89.) | Dänemark |
| Sonntag, 8. Januar 1995 um 18:15 Uhr in Riad (König-Fahd-Stadion) | | |          |
| Zuschauer: 10.000                                                 | | |          |
| Schiedsrichter: Lim Kee Chong ( Mauritius)                        | | |          |

### Dänemark – Mexiko 1:1 (1:1, 0:1), 4:2 i.E.
| Dänemark                                                            | Dänemark | Mexiko | Mexiko |
| ------------------------------------------------------------------- | --- | --- | ------ |
| Dänemark                                                            | \| Dienstag, 10. Januar 1995 um 18:15 Uhr in Riad (König-Fahd-Stadion) \| \| Zuschauer: 20.000 \| \| Schiedsrichter: Salvador Imperatore ( Chile) \| | \| Dienstag, 10. Januar 1995 um 18:15 Uhr in Riad (König-Fahd-Stadion) \| \| Zuschauer: 20.000 \| \| Schiedsrichter: Salvador Imperatore ( Chile) \|                                                                              | Mexiko |
| Dänemark                                                            | Lars Høgh (28. Mogens Krogh) – Jakob Friis-Hansen, Marc Rieper, Jes Høgh, Jens Risager (79. Michael Schjønberg) – Brian Steen Nielsen, Michael Laudrup, Brian Laudrup, Jesper Kristensen – Carsten Hemmingsen (46. Jacob Laursen), Peter Rasmussen Cheftrainer: Richard Møller Nielsen | Jorge Campos – Claudio Suárez, Ignacio Ambríz, Ramón Ramírez, Marcelino Bernal – Alberto García Aspe, Jorge Rodríguez, Luis García, Zague (70. Alberto Coyote) – Joaquín del Olmo, Raúl Gutiérrez Cheftrainer: Miguel Mejía Barón | Mexiko |
| Dänemark                                                            | 1:1 Rasmussen (48.) | 0:1 L. García (25.) | Mexiko |
| Dänemark                                                            | Elfmeterschießen | | Mexiko |
| Dänemark                                                            | 1:0 Schjønberg 2:1 M. Laudrup 3:1 J. Høgh 4:2 Rieper | 1:1 Suárez Bernal trifft den Pfosten 3:2 del Olmo L. García scheitert an Krogh | Mexiko |
| Dänemark                                                            | J. Høgh (3.), Friis-Hansen (39.) | Bernal (11.), García Aspe (47.), del Olmo (72.) | Mexiko |
| Dienstag, 10. Januar 1995 um 18:15 Uhr in Riad (König-Fahd-Stadion) | | |        |
| Zuschauer: 20.000                                                   | | |        |
| Schiedsrichter: Salvador Imperatore ( Chile)                        | | |        |

## Gruppe B
| Pl. | Land        | Sp. | S | U | N | Tore    | Diff. | Punkte |
| --- | ----------- | --- | - | - | - | ------- | ----- | ------ |
| 1.  | Argentinien | 2   | 1 | 1 | 0 | 005:100 | +4    | 04     |
| 2.  | Nigeria     | 2   | 1 | 1 | 0 | 003:000 | +3    | 04     |
| 3.  | Japan       | 2   | 0 | 0 | 2 | 001:800 | −7    | 0      |

### Japan – Nigeria 0:3 (0:1)
| Japan                                                             | Japan | Nigeria | Nigeria |
| ----------------------------------------------------------------- | --- | --- | ------- |
| Japan                                                             | \| Freitag, 6. Januar 1995 um 20:00 Uhr in Riad (König-Fahd-Stadion) \| \| Zuschauer: 25.000 \| \| Schiedsrichter: Ion Crăciunescu ( Rumänien) \| | \| Freitag, 6. Januar 1995 um 20:00 Uhr in Riad (König-Fahd-Stadion) \| \| Zuschauer: 25.000 \| \| Schiedsrichter: Ion Crăciunescu ( Rumänien) \|                                                                                              | Nigeria |
| Japan                                                             | Shigetatsu Matsunaga – Yoshihiro Natsuka, Satoshi Tsunami, Masami Ihara, Tetsuji Hashiradani – Takumi Horiike, Tsuyoshi Kitazawa (73. Satoshi Fukuda), Satoshi Yamaguchi, Ruy Ramos (46. Hiromitsu Isogai) – Kazuyoshi Miura, Motohiro Yamaguchi Cheftrainer: Shū Kamo | Peter Rufai – Augustine Eguavoen, Benedict Iroha, Uche Okechukwu, Mutiu Adepoju – Emmanuel Amuneke, Samson Siasia (83. Momodu Mutari), Sunday Oliseh, Daniel Amokachi – Efan Ekoku (62. Jay-Jay Okocha), Uche Okafor Cheftrainer: Shaibu Amodu | Nigeria |
| Japan                                                             | 0:1 Amuneke (4.) 0:2 Adepoju (55.) 0:3 Amokachi (65.) | | Nigeria |
| Japan                                                             | Tsunami, Yamaguchi | Okocha | Nigeria |
| Freitag, 6. Januar 1995 um 20:00 Uhr in Riad (König-Fahd-Stadion) | | |         |
| Zuschauer: 25.000                                                 | | |         |
| Schiedsrichter: Ion Crăciunescu ( Rumänien)                       | | |         |

### Japan – Argentinien 1:5 (0:2)
| Japan                                                             | Japan | Argentinien | Argentinien |
| ----------------------------------------------------------------- | --- | --- | ----------- |
| Japan                                                             | \| Sonntag, 8. Januar 1995 um 20:00 Uhr in Riad (König-Fahd-Stadion) \| \| Zuschauer: 10.000 \| \| Schiedsrichter: Rodrigo Badilla ( Costa Rica) \| | \| Sonntag, 8. Januar 1995 um 20:00 Uhr in Riad (König-Fahd-Stadion) \| \| Zuschauer: 10.000 \| \| Schiedsrichter: Rodrigo Badilla ( Costa Rica) \| | Argentinien |
| Japan                                                             | Shigetatsu Matsunaga – Yoshihiro Natsuka, Satoshi Tsunami, Masami Ihara, Tetsuji Hashiradani – Takumi Horiike (62. Hiroshige Yanagimoto), Satoshi Yamaguchi (51. Tsuyoshi Kitazawa), Kazuyoshi Miura, Hiromitsu Isogai – Motohiro Yamaguchi, Masahira Fukuda Cheftrainer: Shū Kamo | Carlos Bossio – Roberto Ayala, José Chamot, Javier Zanetti, Hugo Pérez – Néstor Fabbri, Ariel Ortega (67. Marcelo Gallardo), Alejandro Escudero (55. Gustavo López), Christian Bassedas – Pascual Rambert, Gabriel Batistuta Cheftrainer: Daniel Passarella | Argentinien |
| Japan                                                             | 1:4 Miura (57.) | 0:1 Rambert (31.) 0:2 Ortega (45.) 0:3 Batistuta (47.) 0:4 Chamot (54.) 1:5 Batistuta (86., Foulelfmeter) | Argentinien |
| Japan                                                             | Tsunami (10.) | Rambert (26.), Escudero (35.) | Argentinien |
| Sonntag, 8. Januar 1995 um 20:00 Uhr in Riad (König-Fahd-Stadion) | | |             |
| Zuschauer: 10.000                                                 | | |             |
| Schiedsrichter: Rodrigo Badilla ( Costa Rica)                     | | |             |

### Nigeria – Argentinien 0:0
| Nigeria                                                             | Nigeria | Argentinien | Argentinien |
| ------------------------------------------------------------------- | --- | --- | ----------- |
| Nigeria                                                             | \| Dienstag, 10. Januar 1995 um 20:00 Uhr in Riad (König-Fahd-Stadion) \| \| Zuschauer: 20.000 \| \| Schiedsrichter: Ali Bujsaim ( Vereinigte Arabische Emirate) \|                                                                      | \| Dienstag, 10. Januar 1995 um 20:00 Uhr in Riad (König-Fahd-Stadion) \| \| Zuschauer: 20.000 \| \| Schiedsrichter: Ali Bujsaim ( Vereinigte Arabische Emirate) \|                                              | Argentinien |
| Nigeria                                                             | Peter Rufai – Augustine Eguavoen, Benedict Iroha, Uche Okechukwu, Mutiu Adepoju – Jay-Jay Okocha (51. Sam Pam), Emmanuel Amuneke, Samson Siasia, Daniel Amokachi – Efan Ekoku (76. Momodu Mutari), Uche Okafor Cheftrainer: Shaibu Amodu | Carlos Bossio – Roberto Ayala, José Chamot, Javier Zanetti, Hugo Pérez – Néstor Fabbri, Ariel Ortega, Alejandro Escudero, Christian Bassedas – Pascual Rambert, Gabriel Batistuta Cheftrainer: Daniel Passarella | Argentinien |
| Nigeria                                                             | Amuneke (77.), Iroha (80.) | Pérez (30.), Ayala (64.) | Argentinien |
| Dienstag, 10. Januar 1995 um 20:00 Uhr in Riad (König-Fahd-Stadion) | | |             |
| Zuschauer: 20.000                                                   | | |             |
| Schiedsrichter: Ali Bujsaim ( Vereinigte Arabische Emirate)         | | |             |

## Spiel um Platz 3

### Mexiko – Nigeria 1:1 n.V. (1:1, 1:1), 5:4 i.E.
| Mexiko                                                             | Mexiko | Nigeria | Nigeria |
| ------------------------------------------------------------------ | --- | --- | ------- |
| Mexiko                                                             | \| Freitag, 13. Januar 1995 um 18:00 Uhr in Riad (König-Fahd-Stadion) \| \| Zuschauer: 20.000 \| \| Schiedsrichter: Ion Crăciunescu ( Rumänien) \|                                                                                              | \| Freitag, 13. Januar 1995 um 18:00 Uhr in Riad (König-Fahd-Stadion) \| \| Zuschauer: 20.000 \| \| Schiedsrichter: Ion Crăciunescu ( Rumänien) \|                                                                               | Nigeria |
| Mexiko                                                             | Jorge Campos – Claudio Suárez, Ignacio Ambríz (89. Benjamín Galindo), Ramón Ramírez, Marcelino Bernal – Carlos Hermosillo, Alberto García Aspe, Jorge Rodríguez, Luis García – Joaquín del Olmo, Raúl Gutiérrez Cheftrainer: Miguel Mejía Barón | Peter Rufai – Augustine Eguavoen, Benedict Iroha, Uche Okechukwu, Mutiu Adepoju – Dominic Iorfa (73. Barnabas Imenger), Jay-Jay Okocha, Emmanuel Amuneke, Samson Siasia – Daniel Amokachi, Uche Okafor Cheftrainer: Shaibu Amodu | Nigeria |
| Mexiko                                                             | 1:0 Ramírez (20.) | 1:1 Amokachi (31.) | Nigeria |
| Mexiko                                                             | Elfmeterschießen | | Nigeria |
| Mexiko                                                             | 1:1 García Aspe 2:2 L. García 3:3 Galindo 4:4 Hermosillo 5:4 Suárez | 0:1 Okocha 1:2 Adepoju 2:3 Eguavoen Amuneke scheitert an Campos 4:4 Iroha | Nigeria |
| Mexiko                                                             | García Aspe (15.), del Olmo (23.), L. García (52.), Campos (79.), Bernal (83.) | Eguavoen (22.), Iroha (47.), Imenger (80.) | Nigeria |
| Freitag, 13. Januar 1995 um 18:00 Uhr in Riad (König-Fahd-Stadion) | | |         |
| Zuschauer: 20.000                                                  | | |         |
| Schiedsrichter: Ion Crăciunescu ( Rumänien)                        | | |         |

## Finale

### Dänemark – Argentinien 2:0 (1:0)
| Dänemark                                                           | Dänemark | Argentinien | Argentinien |
| ------------------------------------------------------------------ | --- | --- | ----------- |
| Dänemark                                                           | \| Freitag, 13. Januar 1995 um 20:15 Uhr in König-Fahd-Stadion (Riad) \| \| Zuschauer: 35.000 \| \| Schiedsrichter: Ali Bujsaim ( Vereinigte Arabische Emirate) \|                                                                                                   | \| Freitag, 13. Januar 1995 um 20:15 Uhr in König-Fahd-Stadion (Riad) \| \| Zuschauer: 35.000 \| \| Schiedsrichter: Ali Bujsaim ( Vereinigte Arabische Emirate) \|                                                                                           | Argentinien |
| Dänemark                                                           | Mogens Krogh – Jakob Friis-Hansen, Marc Rieper, Jes Høgh, Michael Schjønberg – Brian Steen Nielsen, Michael Laudrup (26. Morten Wieghorst), Jacob Laursen (61. Jens Risager), Jesper Kristensen – Brian Laudrup, Peter Rasmussen Cheftrainer: Richard Møller Nielsen | Carlos Bossio – Roberto Ayala, José Chamot, Javier Zanetti, Néstor Fabbri – Alejandro Escudero, Pascual Rambert (75. Marcelo Espina), Ruben Jimenez (65. Gustavo López), Christian Bassedas – Ariel Ortega, Gabriel Batistuta Cheftrainer: Daniel Passarella | Argentinien |
| Dänemark                                                           | 1:0 M. Laudrup (8.) 2:0 Rasmussen (75.) | | Argentinien |
| Dänemark                                                           | Kristensen (41.), J. Høgh (75.) | Zanetti (30.), Chamot (35.), Fabbri (60.) | Argentinien |
| Dänemark                                                           | Chamot (88.) | | Argentinien |
| Freitag, 13. Januar 1995 um 20:15 Uhr in König-Fahd-Stadion (Riad) | | |             |
| Zuschauer: 35.000                                                  | | |             |
| Schiedsrichter: Ali Bujsaim ( Vereinigte Arabische Emirate)        | | |             |